# Кармак, Джордж
Джордж Кармак (1860—1922) — американский старатель. Считается одним из первооткрывателей золота Клондайка. В 1999 году вместе с Джимом Скукумом, Чарли Доусоном и Робертом Хендерсоном внесён в канадский зал славы старателей.

## Биография
Джордж Кармак был сыном старателя времён калифорнийской золотой лихорадки. В 1882 году Кармак дезертировал с корабля военного флота США, находившегося в Джуно, Аляска. После этого в 1887 году он прошёл через перевал Чилкут и поселился в долине реки Юкон среди индейцев племени тагиш. Его жена, Кейт Кармак, была индианкой.

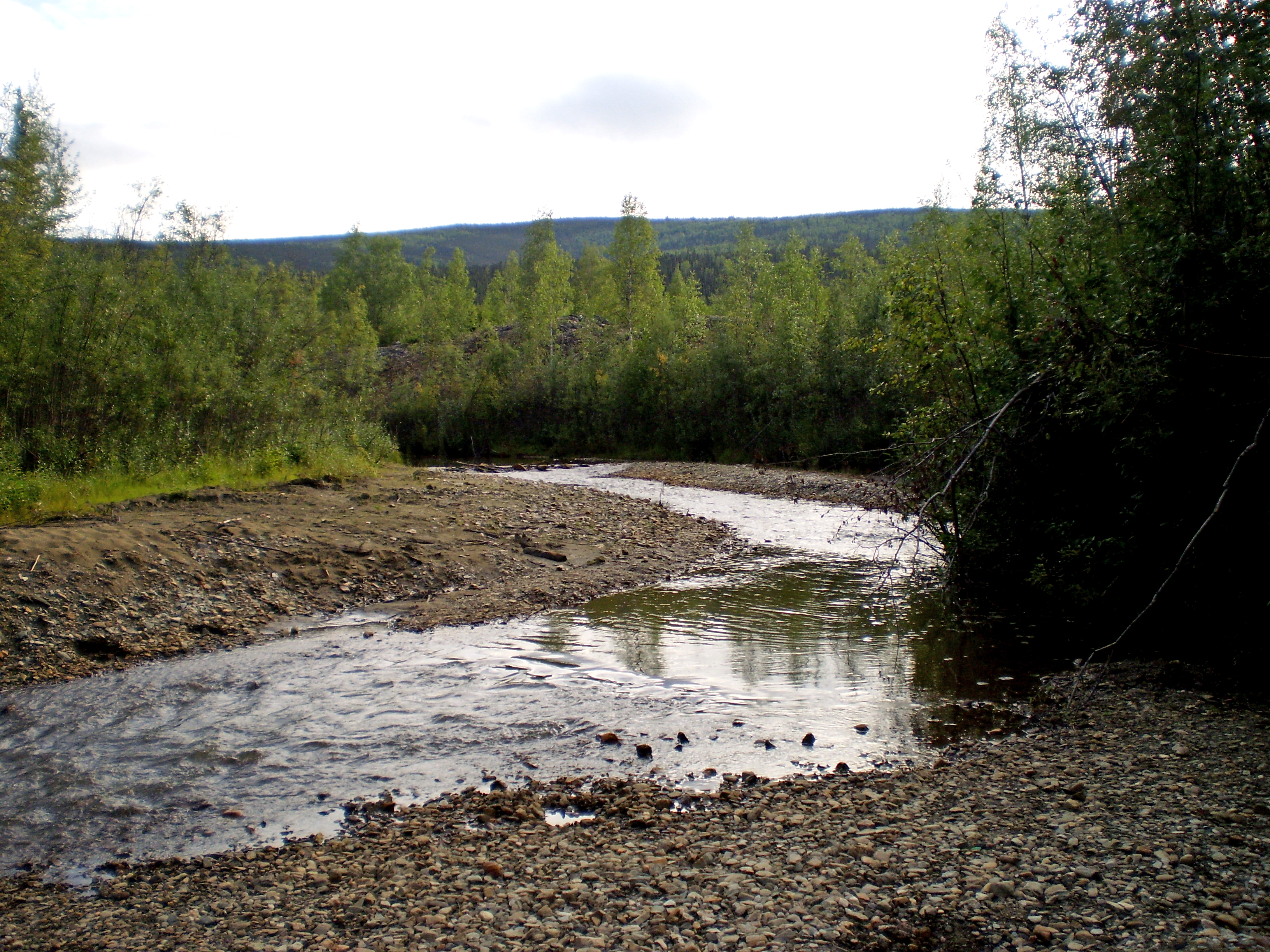
Участок Дискавери в 2005 году

В 1896 году Кармак встретился с Робертом Хендерсоном. Кармак вместе со своими индейскими родственниками ловил рыбу в устье реки, а Хендерсон отправлялся за припасами в небольшой торговый пост Огилви под управлением Жозефа Ладу. Хендерсон обнаружил в одном из притоков Клондайка довольно большое содержание золота и по действующим в те времена обычаям предлагал всем желающим присоединиться к нему. Сам Кармак не проявлял интереса к золотодобыче, но предложение заинтересовало Джима Скукума. Вскоре Кармак оказался единственным европейцем в группе, нашедшей основное золото Клондайка. Он зарегистрировал на себя участок Дискавери (дополнительный участок, полагающийся первооткрывателю золота в долине), хотя доподлинно неизвестно был ли он тем человеком, который первый нашёл золото:стр.42.
Во время клондайкской золотой лихорадки Кармак с женой и ребёнком переехал на ранчо в Калифорнию, в котором также поселилась его сестра. Через время он их покинул, женившись в 1900 году на Маргарите Лайме (Marguerite Laimee) из штата Вашингтон. Кейт Кармак долгое время доказывала, что была женой Джорджа Кармака, и безуспешно требовала алиментов. Трения продолжались и после смерти Кармака, вопрос о наследстве решался в суде при участии дочери Кармака и её мужа, который был братом Маргариты Лайме.
В 1990 году была издана написанная Джеймсом Джонсоном книга о Кармаке, которая называлась «Carmack of the Klondike». В 2001 году свет увидело второе издание книги: «George Carmack: The Man of Mystery Who Set Off the Klondike Gold Rush».